# Harvard Egyetem
A Harvard Egyetem (angolul Harvard University) amerikai magánegyetem a Massachusetts állambeli Cambridge-ben, tagja a magas színvonaláról híres Borostyán Ligának.
1636. szeptember 8-án alapították, így ez az USA legrégebb óta működő felsőoktatási intézménye. Eredetileg csak New College-nek hívták, később, 1639. március 13-án nevezték el Harvard College-nak John Harvard papról, aki az intézmény támogatója volt, és aki a Cambridge-i Egyetemen tanult. Kezdetben a professzorok többsége is Cambridge-ből érkezett: a várost, ahol az egyetemet alapították, éppen ezért nevezték el Cambridge-nek, tisztelegve alma materük felé. A félreértések elkerülése végett a Harvardon megjelenő publikációkra (könyvek, folyóiratok stb.) a kiadási helynél Cambridge neve mellé mindig kiírják, hogy MA, utalva arra, hogy a Massachusetts államban lévő Cambridge-ben adták ki, nem a brit ősében.
Az intézményt először 1780-ban nevezték egyetemnek a massachusettsi alkotmányban.
1974 óta 19 Nobel-díjas és 15 Pulitzer-díjas dolgozott az egyetemen.
A Harvard 2011-ben a Times Higher Education világranglistájának első helyén végzett. A lista a Thomson Reuters adatai, illetve az Ipsos Media 131 országra kiterjedő felmérése és több mint 13 ezer akadémikus megkérdezésével összeállított statisztikája alapján készült el.
Jelenleg ez a világ leggazdagabb egyeteme.

## Magyar vonatkozások
- Békésy György dolgozott itt
- Neumann János tiszteletbeli doktora
- Jakó Géza 1957–1974 között az egyetem fül-orr-gégészeti klinikájának szakorvosa volt
- Jolesz A. Ferenc radiológia professzor
- Kornai János az egyetem Közgazdaságtan Tanszékének emeritus professzora
- Kallos Ábel az egyetem emeritus professzora
- Krajcsi Attila dolgozott itt

## Tagság
Az egyetem az alábbi szervezeteknek a tagja:
- Ivy League
- ORCID
- Digitális Könyvtárak Szövetsége
- Kutatókönyvtárak Szövetsége
- IIIF Consortium
- Coalition of Open Access Policy Institutions
- Consortium of Social Science Associations
- arXiv
- Northeast University Semiconductor Network
- The Research Collections And Preservation Consortium
- Association of American Universities
- Amerikai Főiskolák és Egyetemek Szövetsége
- Amerikai Oktatási Tanács
- Nemzeti Bölcsészettudományi Szövetség
- Higher Education Leadership Initiative for Open Scholarship
- Információhálózati Koalíció
- Kutatókönyvtárak Központja
- Scholarly Publishing and Academic Resources Coalition
- Massachusetts Nonprofit Network
- Council on Governmental Relations

## Leányszervezetek
Az egyetem alá az alábbi szervezetek tartoznak:
- Harvard Business School
- Harvard Art Museums
- Harvard Management Company
- Global Health and Health Policy, Harvard University
- Center for Arabic Study Abroad, Harvard University Center for Middle Eastern Studies
- Harvard Transdisciplinary Research in Energetics and Cancer Center, Harvard University
- FAS Center for Systems Biology, Harvard University
- Society of Fellows, Harvard University
- Davis Center for Russian and Eurasian Studies, Harvard University
- W. E. B. Du Bois Research Institute
- Fairbank Center for Chinese Studies
- Mahindra Humanities Center, Harvard University
- Edmond & Lily Safra Center for Ethics
- Weatherhead Center for International Affairs, Harvard University
- Sleep and Human Health Institute
- Harvard University Press
- Harvard–Smithsonian Center for Astrophysics
- Phillip T. and Susan M. Ragon Institute
- Harvard Medical School
- Center for Systems Biology
- Berenson Allen Center for Noninvasive Brain Stimulation
- Center for Vascular Biology Research
- Harvard Graduate School of Design
- Harvard Law School
- Harvard Division of Continuing Education
- Center for Hellenic Studies
- Harvard University Center for Italian Renaissance Studies
- Dumbarton Oaks
- Harvard Museum of Natural History
- John F. Kennedy School of Government
- Harvard Athletic Association
- Harvard University Faculty of Arts and Sciences
- Harvard Museums of Science and Culture
- Harvard Extension School
- Berenson Library

## Ingatlanok és szervezetek
Az egyetem az alábbi ingatlanoknak és szervezeteknek a tulajdonosa:
- Dudley House
- Islamopedia Online
- Smith Campus Center
- Loeb House
- Morgan Hall
- Burden Hall
- Harvard Mark I
- Museum of Comparative Zoology
- Harvard Stadium
- Harvard Museum of the Ancient Near East
- Harvard University Center for Italian Renaissance Studies
- Harvard Art Museums
- Joseph J. O'Donnell Field
- Malkin Athletic Center
- Ohiri Field
- Jordan Field

## Képek

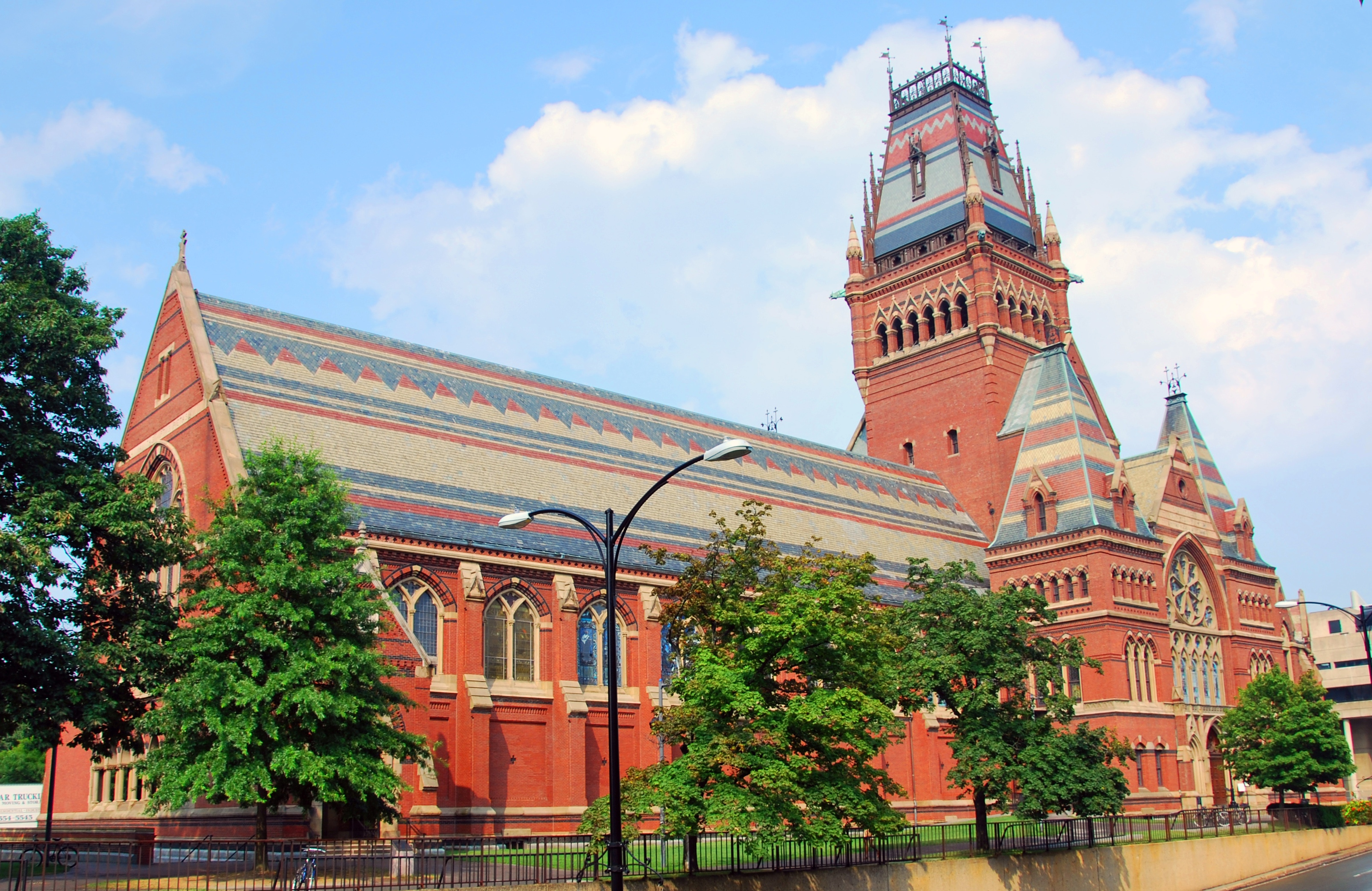
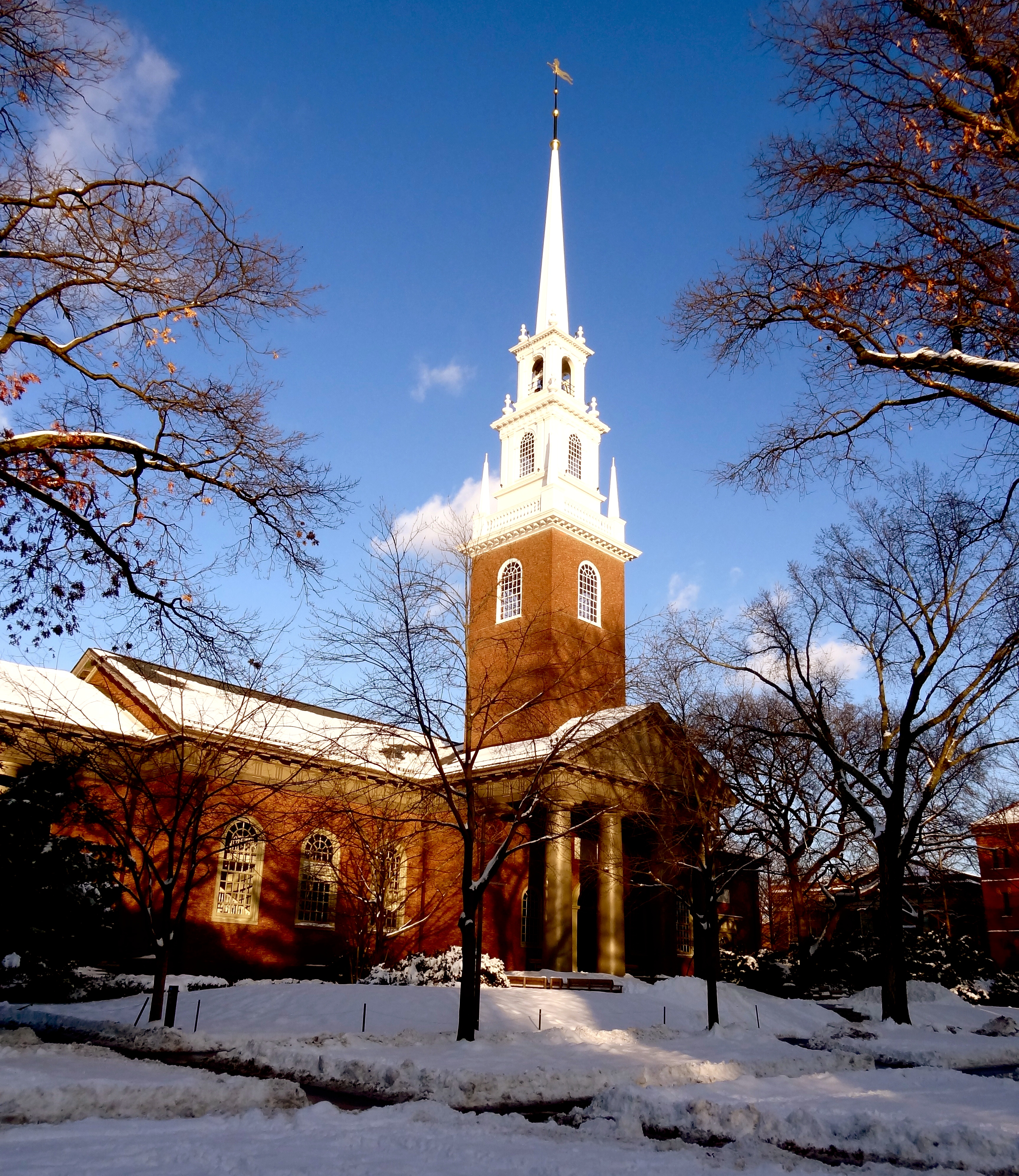
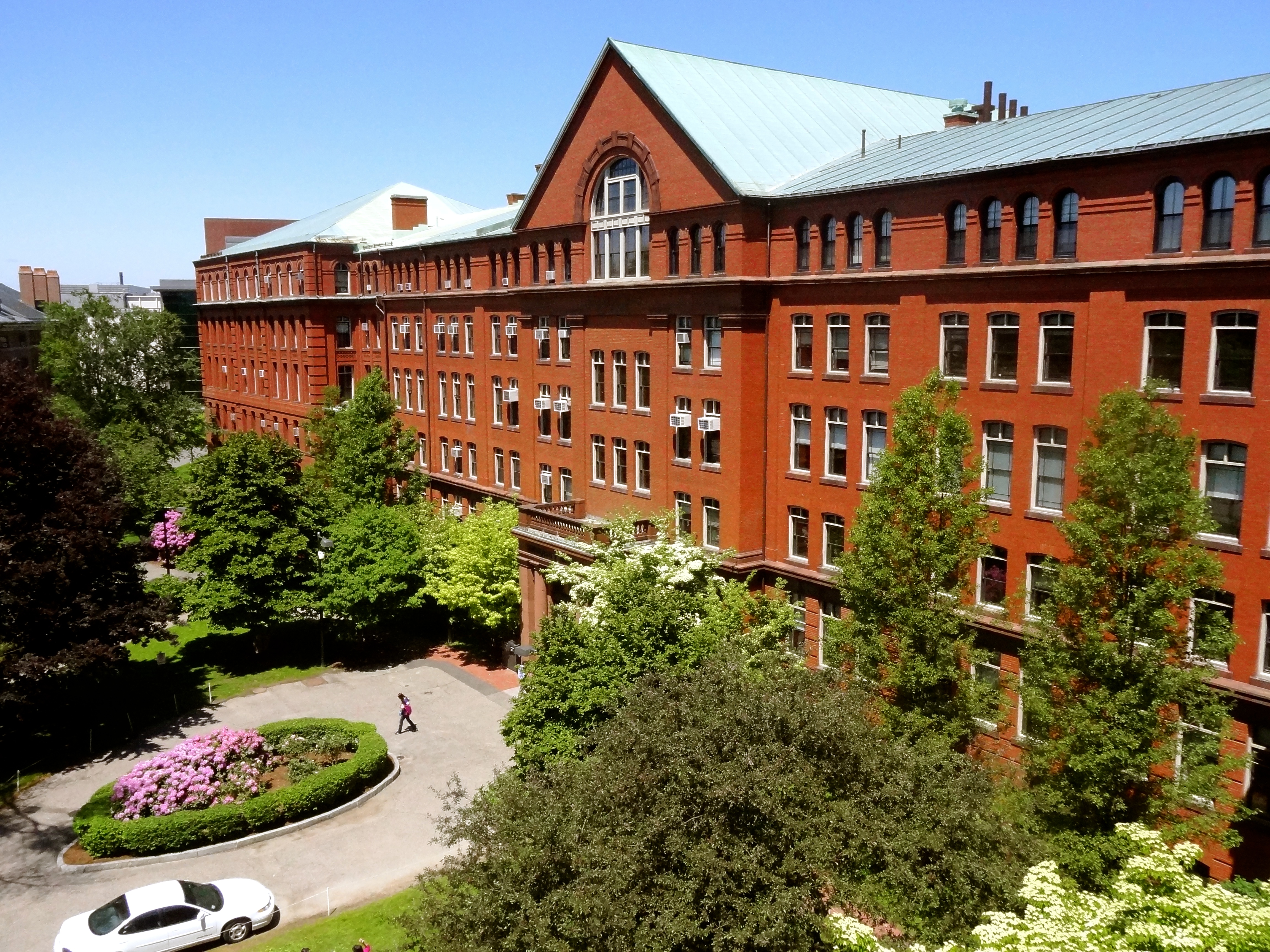
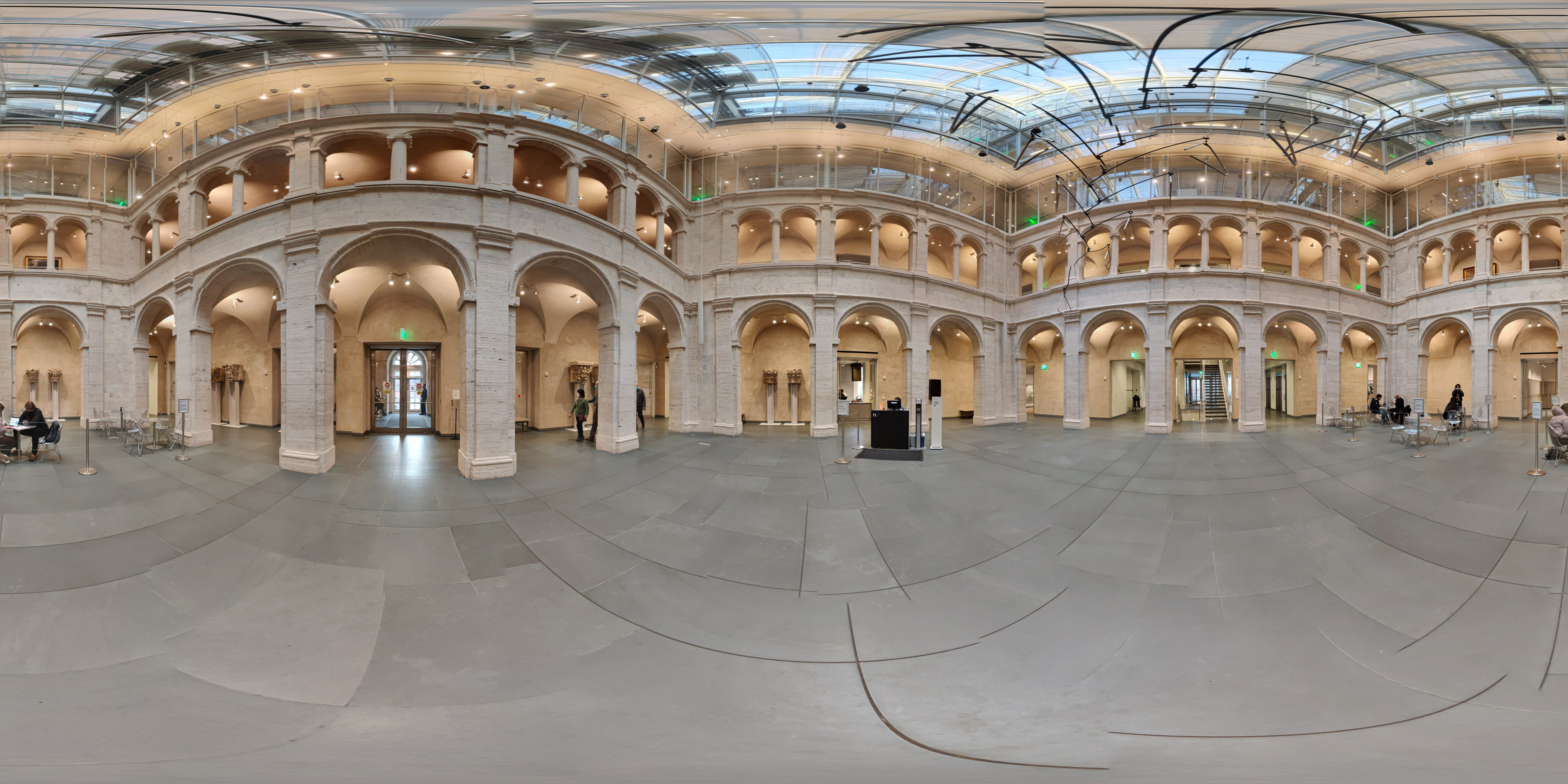
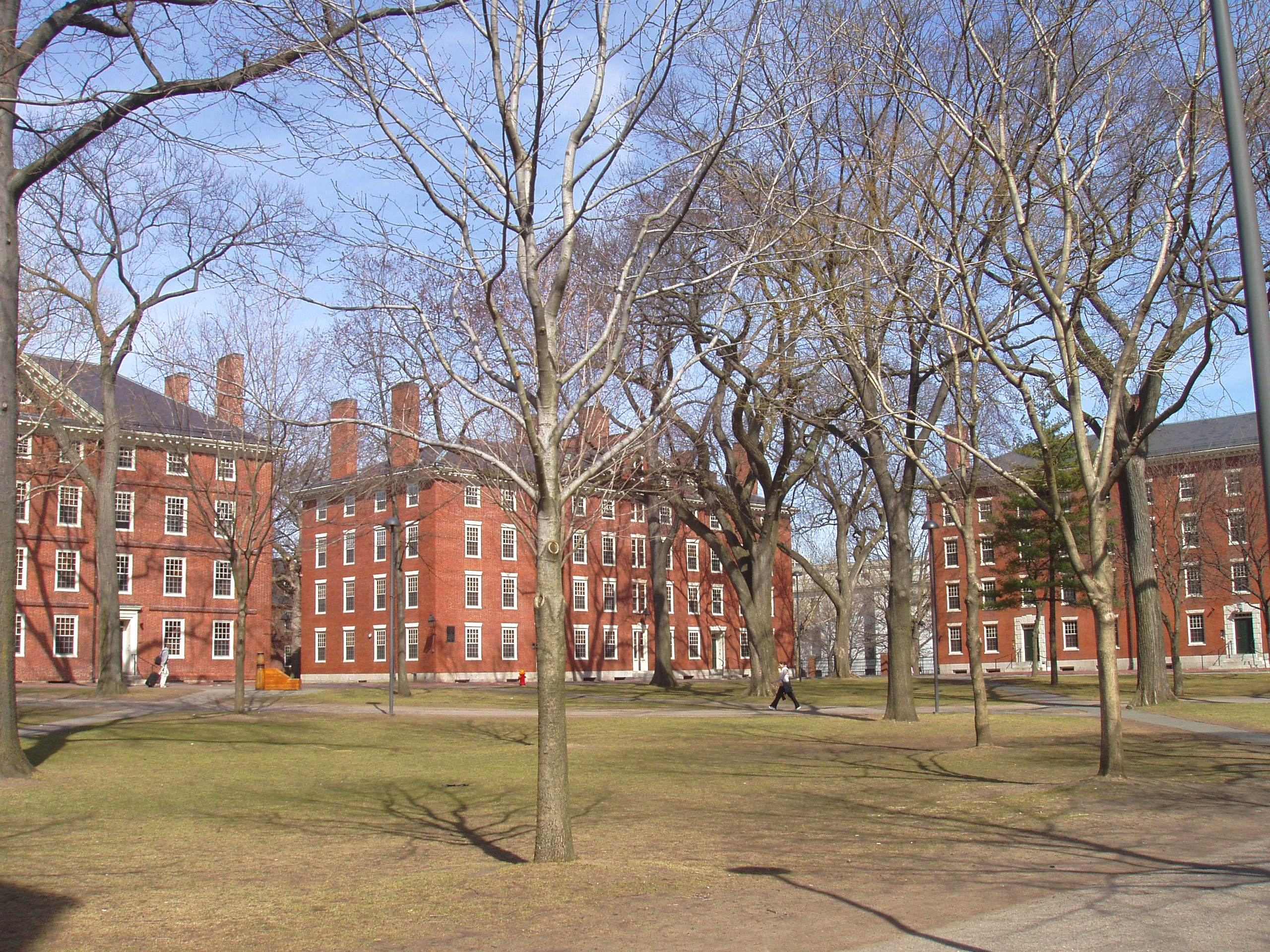
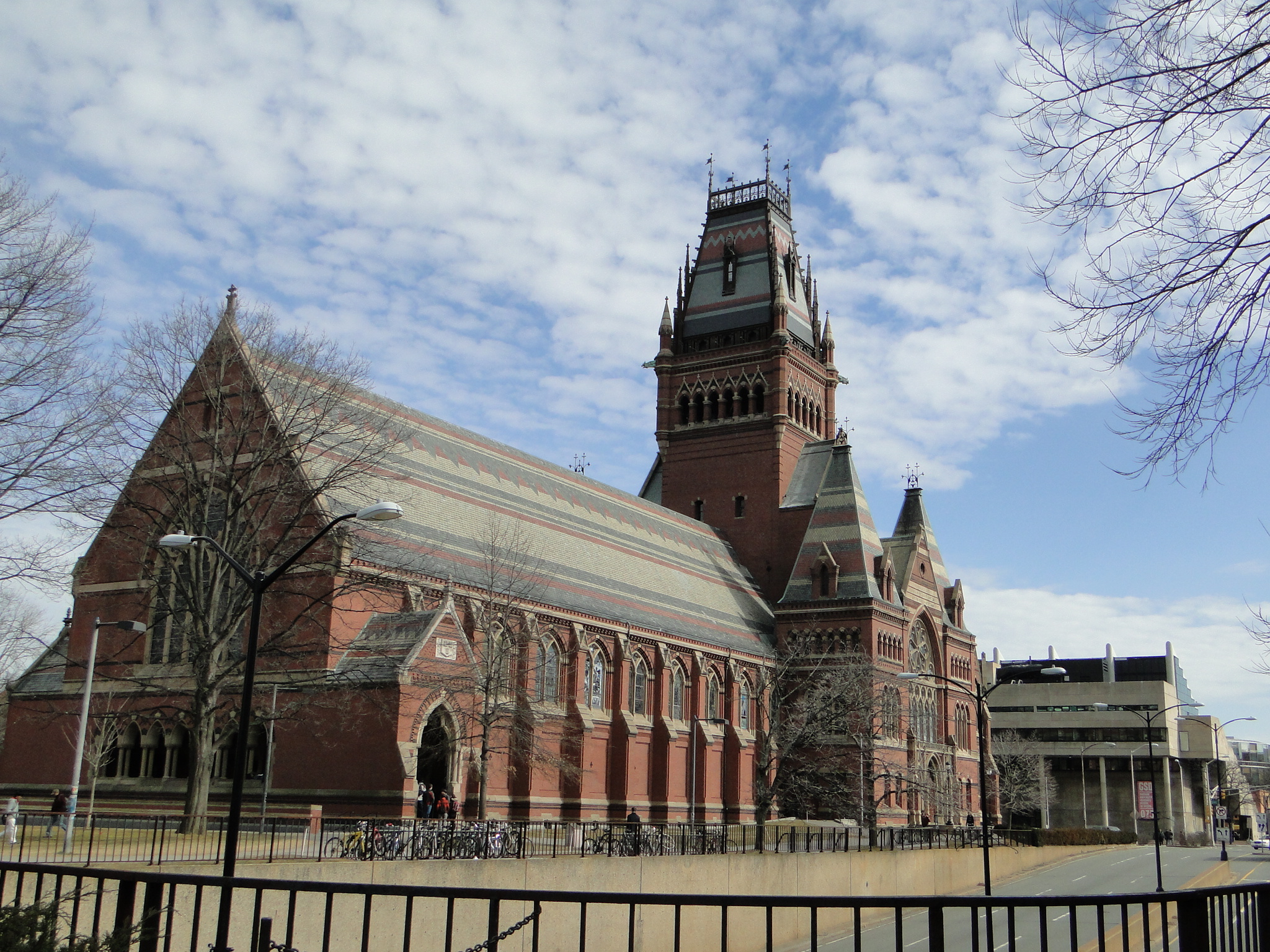
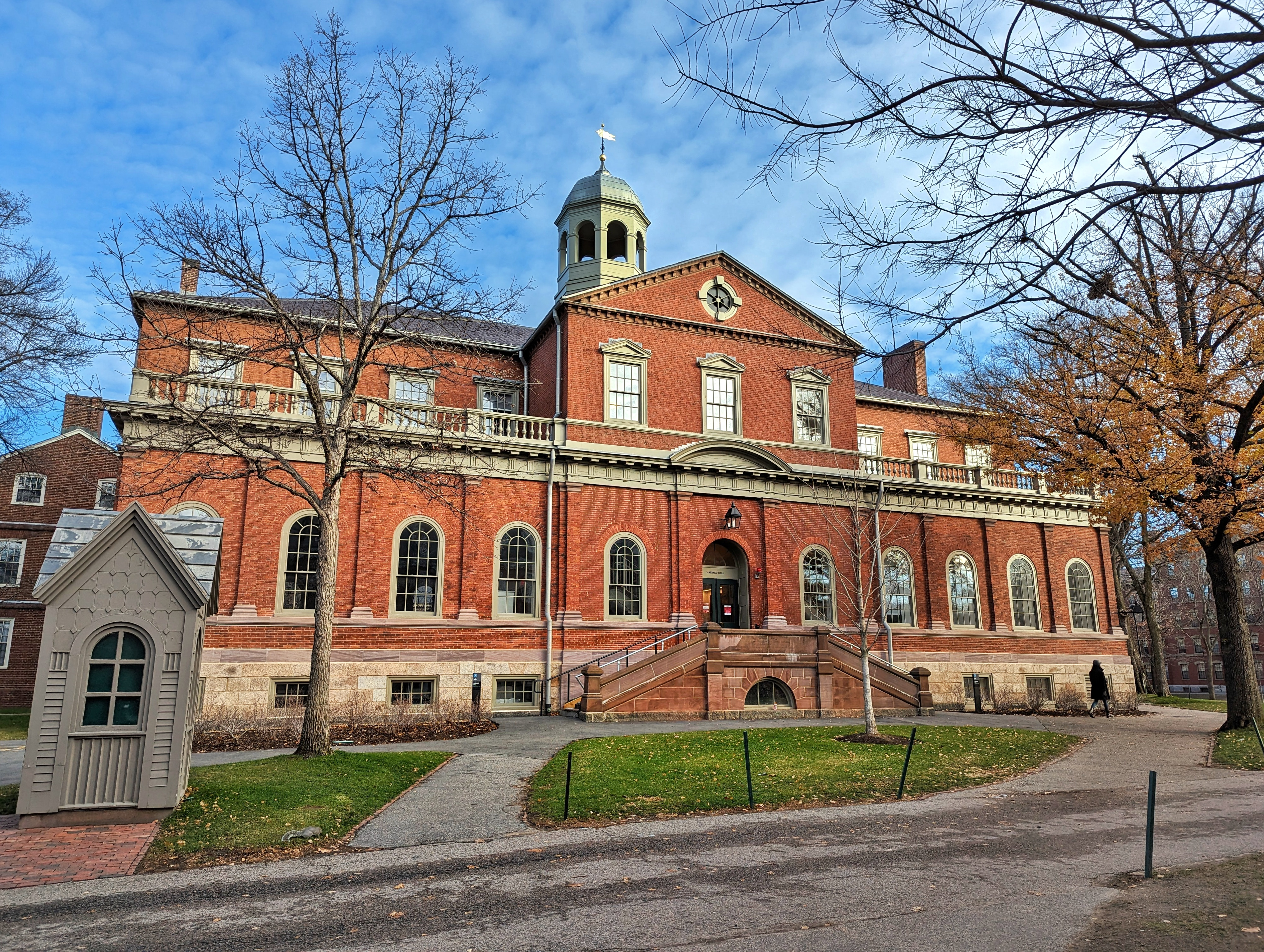
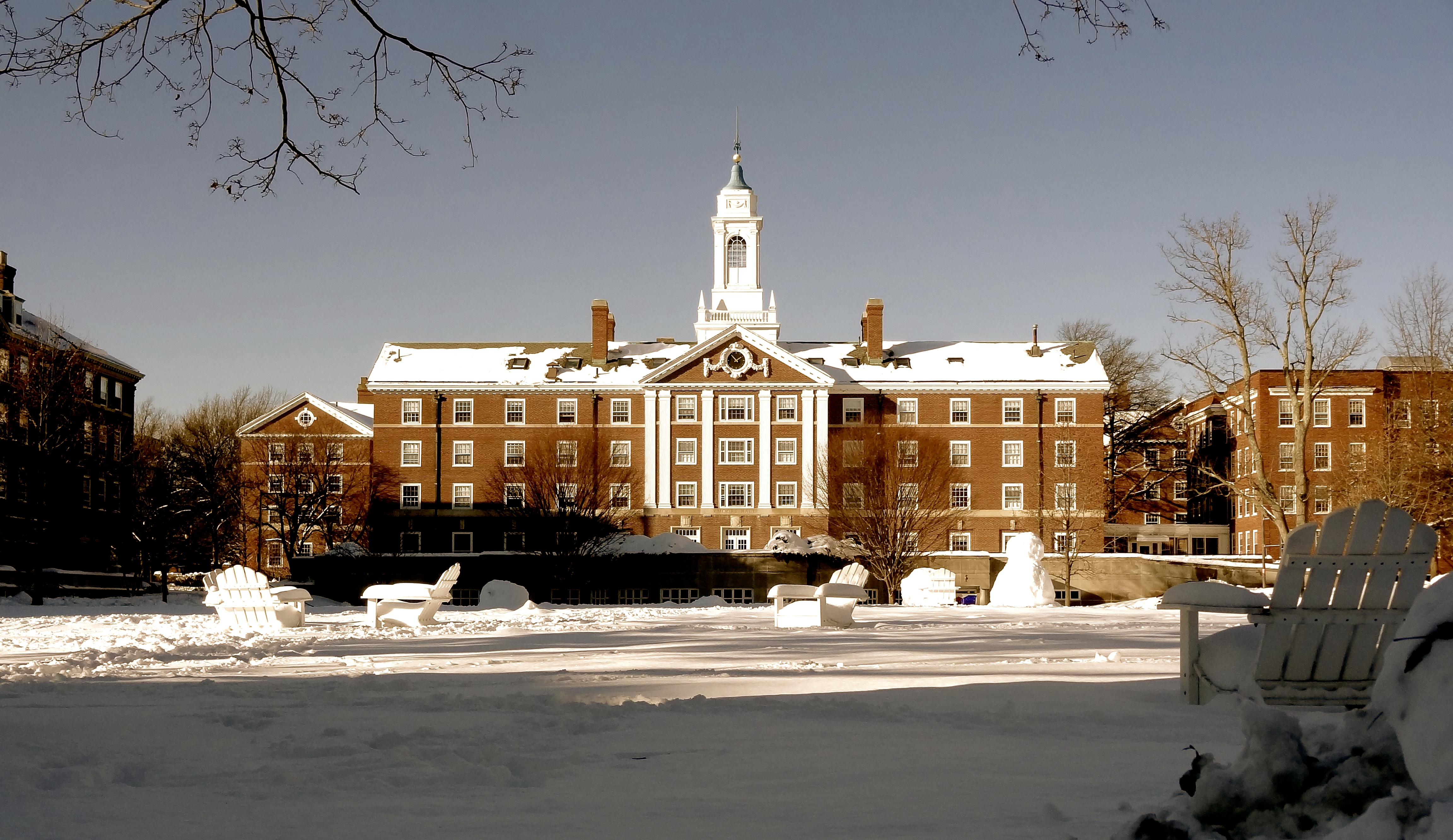
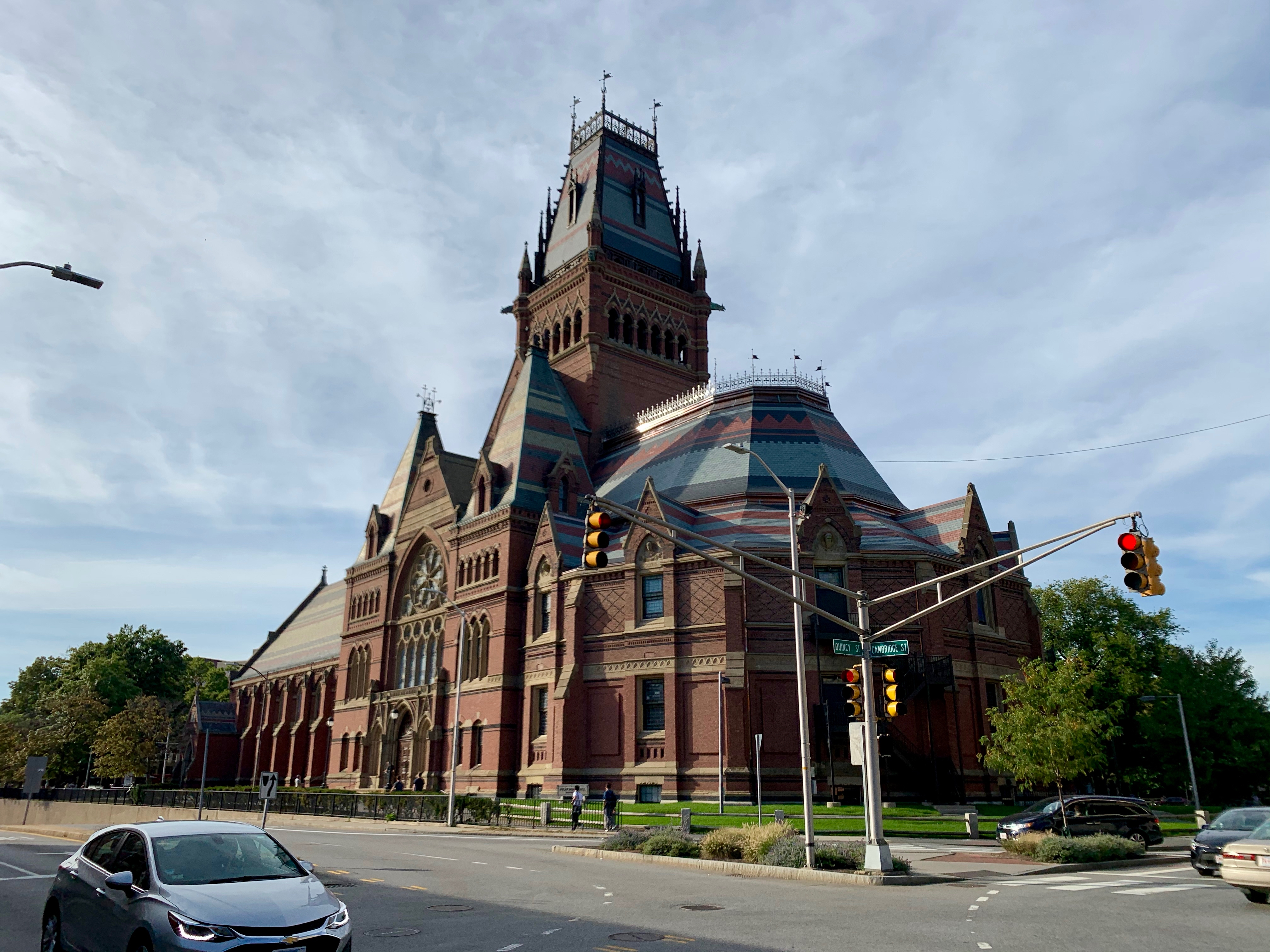